# Фролан
Фролан (норв. Froland) – комуна в Норвегії, у фюльке Еуст-Агдер. Адміністративний центр – місто Фролан. 

## Історія
Заснована 1850 року.

## Населення
Згідно з даними за 2005 рік у комуні мешкало 4 672 особи. Густота населення становила 7,28 осіб/км². За населенням комуна посідає 203-тє місце серед комун Норвегії. 
| населення станом на 1 січня 2005 |        |          |       |
|                                  | жінки  | чоловіки | разом |
| ос.                              | 2377   | 2295     | 4672  |
| %                                | 50,88% | 49,12%   | 100%  |

| освіченість населення станом на 1 жовтня 2004 |           |         |        |          |
|                                               | початкова | середня | вища   | невідомо |
| ос.                                           | 733       | 2328    | 467    | 53       |
| %                                             | 20,47%    | 65,01%  | 13,04% | 1,48%    |

## Освіта
Згідно з даними на 1 жовтня 2004 року в комуні було 4 початкових школи (норв. grunnskolar), у яких навчалося 742 учні.